# 梅克倫堡-施威林的蒂拉
梅克倫堡-施威林的蒂拉（德語：Thyra von Mecklenburg-Schwerin，1919年6月18日—1981年9月27日），末代梅克倫堡-施威林大公腓特烈·法蘭茲四世的女兒，母親是漢諾威的亞歷山德拉。
蒂拉終生未婚，1981年於弗倫斯堡去世，享年62歲。